# Atentado de Ahvaz em 2018
Em 22 de setembro de 2018, um desfile militar foi atacado na cidade de Ahvaz, no sudoeste do Irã. Os agressores mataram vinte e cinco pessoas, incluindo soldados da Guarda Revolucionária Islâmica e transeuntes.
Tanto o Movimento de Luta Árabe pela Libertação de Ahwaz (Al-Ahvaziya) quanto o Estado Islâmico do Iraque e do Levante reivindicaram a responsabilidade pelo ataque. A afirmação de ISIS foi rejeitada pelo porta-voz do Al-Ahvaziya. O Irã disse que os Estados Unidos e os países do Golfo Pérsico permitiram o ataque, mas a acusação foi rejeitada. Os Estados Unidos rejeitaram as ameaças de vingança do Irã e disseram que era "ridículo" que o Irã alegasse o envolvimento estadunidense, enquanto a Arábia Saudita rejeitou e condenou as acusações.